# Nuoto ai campionati europei di nuoto 2014 - 200 metri misti maschili
La gara dei 200 metri misti maschili degli Europei 2014 si è svolta il 19-20 agosto. Le qualifiche per la semifinale si sono svolte la mattina del 19 agosto 2014, mentre la semifinale si è svolta la sera dello stesso giorno. La finale, invece, si è svolta la sera del 20 agosto 2014.

## Medaglie
| Posizione | Atleta         | Paese       |
| --------- | -------------- | ----------- |
| Oro       | László Cseh    | Ungheria    |
| Argento   | Philip Heintz  | Germania    |
| Bronzo    | Roberto Pavoni | Regno Unito |

## Record
Prima della manifestazione il record del mondo (RM), il record europeo (EU) e il record dei campionati (RC) erano i seguenti.
| Record mondiale       | 1'54"00 | Ryan Lochte Stati Uniti | 24 luglio 2011 Shanghai, Cina     |
| Record europeo        | 1'55"18 | László Cseh Ungheria    | 29 luglio 2009 Roma, Italia       |
| Record dei campionati | 1'56"66 | László Cseh Ungheria    | 23 maggio 2012 Debrecen, Ungheria |

Durante la competizione non sono stati migliorati record.

## Risultati

### Batterie
| Pos. | Batteria | Corsia | Atleta              | Nazionalità          | Tempo   | Note |
| ---- | -------- | ------ | ------------------- | -------------------- | ------- | ---- |
| 1    | 4        | 4      | László Cseh         | Ungheria             | 1'59"17 | Q    |
| 2    | 3        | 4      | Markus Deibler      | Germania             | 1'59"60 | Q    |
| 3    | 3        | 5      | Roberto Pavoni      | Regno Unito          | 1'59"89 | Q    |
| 4    | 4        | 5      | Eduardo Solaeche    | Spagna               | 2'00"16 | Q    |
| 5    | 4        | 3      | Philip Heintz       | Germania             | 2'00"18 | Q    |
| 6    | 2        | 6      | Yakov Toumarkin     | Israele              | 2'00"32 | Q    |
| 7    | 4        | 2      | Alexis Santos       | Portogallo           | 2'00"54 | Q    |
| 8    | 4        | 6      | Gal Nevo            | Israele              | 2'00"83 | Q    |
| 9    | 2        | 4      | Simon Sjödin        | Svezia               | 2'01"08 | Q    |
| 10   | 2        | 7      | Andreas Vazaios     | Grecia               | 2'01"17 | Q    |
| 11   | 2        | 3      | Dávid Verrasztó     | Ungheria             | 2'01"23 | Q    |
| 12   | 2        | 5      | Diogo Carvalho      | Portogallo           | 2'01"34 | Q    |
| 13   | 3        | 6      | Federico Turrini    | Italia               | 2'01"61 | Q    |
| 13   | 3        | 2      | Albert Puig         | Spagna               | 2'01"61 | Q    |
| 15   | 3        | 1      | Marcin Cieślak      | Polonia              | 2'01"86 | Q    |
| 16   | 4        | 7      | Alexander Tikhonov  | Russia               | 2'01"88 | Q    |
| 17   | 3        | 7      | Damiano Lestingi    | Italia               | 2'01"97 |      |
| 18   | 3        | 8      | Jakub Maly          | Austria              | 2'02"19 |      |
| 19   | 4        | 0      | Jeremy Desplanches  | Svizzera             | 2'02"53 |      |
| 20   | 1        | 7      | Martin Liivamägi    | Estonia              | 2'02"61 |      |
| 21   | 4        | 8      | Daniel Skaaning     | Danimarca            | 2'02"74 |      |
| 22   | 3        | 3      | Ivan Trofimov       | Russia               | 2'02"96 |      |
| 23   | 2        | 0      | Pavel Janeček       | Rep. Ceca            | 2'03"29 |      |
| 24   | 2        | 1      | Raphaël Stacchiotti | Lussemburgo          | 2'03"47 |      |
| 25   | 1        | 4      | Ensar Hajder        | Bosnia ed Erzegovina | 2'03"68 |      |
| 26   | 2        | 2      | Dmitry Gorbunov     | Russia               | 2'03"75 |      |
| 27   | 1        | 2      | Christoph Meier     | Liechtenstein        | 2'03"85 |      |
| 28   | 2        | 9      | Bogdan Knežević     | Serbia               | 2'04"43 |      |
| 29   | 1        | 3      | Etay Gurevich       | Israele              | 2'04"74 |      |
| 30   | 1        | 5      | Alpkan Örnek        | Turchia              | 2'04"97 |      |
| 31   | 3        | 0      | Theo Fuchs          | Francia              | 2'05"24 |      |
| 32   | 4        | 9      | Eric Ress           | Francia              | 2'05"72 |      |
| 33   | 2        | 8      | Igor Kozlovskij     | Lituania             | 2'06"07 |      |
| 34   | 3        | 9      | Irakli Bolkvadze    | Georgia              | 2'06"24 |      |
| 35   | 1        | 6      | Heiko Gigler        | Austria              | 2'08"21 |      |
| —    | 4        | 1      | Matteo Pelizzari    | Italia               |         | DSQ  |

### Semifinali

#### Semifinali 1
| Pos. | Corsia | Atleta             | Nazionalità | Tempo   | Note |
| ---- | ------ | ------------------ | ----------- | ------- | ---- |
| 1    | 4      | Markus Deibler     | Germania    | 1'59"43 | Q    |
| 2    | 5      | Eduardo Solaeche   | Spagna      | 1'59"64 | Q    |
| 3    | 1      | Federico Turrini   | Italia      | 1'59"80 | Q    |
| 4    | 2      | Andreas Vazaios    | Grecia      | 2'00"45 |      |
| 5    | 3      | Yakov Toumarkin    | Israele     | 2'00"90 |      |
| 6    | 6      | Gal Nevo           | Israele     | 2'01"03 |      |
| 7    | 8      | Alexander Tikhonov | Russia      | 2'01"23 |      |
| 8    | 7      | Diogo Carvalho     | Portogallo  | 2'01"52 |      |

#### Semifinali 2
| Pos. | Corsia | Atleta          | Nazionalità | Tempo   | Note |
| ---- | ------ | --------------- | ----------- | ------- | ---- |
| 1    | 4      | László Cseh     | Ungheria    | 1'58"00 | Q    |
| 2    | 3      | Philip Heintz   | Germania    | 1'58"17 | Q    |
| 3    | 5      | Roberto Pavoni  | Regno Unito | 1'59"54 | Q    |
| 4    | 6      | Alexis Santos   | Portogallo  | 2'00"12 | Q    |
| 5    | 8      | Marcin Cieślak  | Polonia     | 2'00"32 | Q    |
| 6    | 7      | Dávid Verrasztó | Ungheria    | 2'00"43 |      |
| 7    | 1      | Albert Puig     | Spagna      | 2'01"13 |      |
| 8    | 2      | Simon Sjödin    | Svezia      | 2'02"83 |      |

### Finale
| Pos. | Corsia | Atleta           | Nazionalità | Tempo   | Note |
| ---- | ------ | ---------------- | ----------- | ------- | ---- |
|      | 4      | László Cseh      | Ungheria    | 1'58"10 |      |
|      | 5      | Philip Heintz    | Germania    | 1'58"17 |      |
|      | 6      | Roberto Pavoni   | Regno Unito | 1'58"22 |      |
| 4    | 3      | Markus Deibler   | Germania    | 1'58"29 |      |
| 5    | 2      | Eduardo Solaeche | Spagna      | 1'59"11 |      |
| 6    | 7      | Federico Turrini | Italia      | 2'00"44 |      |
| 7    | 8      | Marcin Cieślak   | Polonia     | 2'00"65 |      |
| 8    | 1      | Alexis Santos    | Portogallo  | 2'01"41 |      |